# کانابیچرومن
کانابیچرومن (به انگلیسی: Cannabichromene) با فرمول شیمیایی C21H30O2 یک ترکیب شیمیایی با شناسه پاب‌کم 16059578 است. که جرم مولی آن ۳۱۴٫۴۶ گرم بر مول می‌باشد. 